# Thomas of Lancaster, 1. Duke of Clarence

Wappen des Thomas of Lancaster, 1. Duke of Clarence

Thomas of Lancaster, 1. Duke of Clarence KG (* 29. September 1388 auf Kenilworth Castle; † 22. März 1421 bei Baugé in Anjou) war ein englischer Prinz.
Thomas war der zweite überlebende Sohn König Heinrichs IV. von England und seiner Gemahlin Mary de Bohun. 1399 wurde er anlässlich der Krönung seines Vaters zum Knight of the Bath geschlagen und in den Hosenbandorden aufgenommen. Er war seit 1399 Lord High Steward, von 1401 bis 1413 Gouverneur von Irland und von 1405 bis 1406 Lord High Admiral.
Ende 1411 heiratete Thomas Margaret (1381/85–1439), die jüngste Tochter von Thomas Holland, 2. Earl of Kent (Haus Holland) und Witwe von John Beaufort, 1. Earl of Somerset. Ein Jahr später, am 9. Juli 1412 wurde er zum Duke of  Clarence und Earl of Aumale erhoben. Ab 1419 wurde er auch mit der Baronie Elbeuf in der Normandie belehnt, die England von Frankreich erobert hatte.
Thomas begleitete seinen Bruder Heinrich V. 1415 bei seinem Frankreichfeldzug, befehligte die Truppen bei der Belagerung von Rouen 1418 und fiel in der Schlacht von Baugé am 22. März 1421 im Kampf mit John de la Croise. Thomas hinterließ einen unehelichen Sohn, Sir John de Clarence, aber keine legitimen Nachkommen, sodass seine Adelstitel bei seinem Tod erloschen. Er wurde in der Kathedrale von Canterbury begraben.